# 필리프 르루아
필리프 르루아(프랑스어: Philippe Leroy, 1930년 10월 15일~2024년 6월 1일)는 프랑스의 영화배우이자 장교이다.

## 영화
- 퀘스천 오브 카르마(2017년)
- 인사이드 링: 항공기를 훔쳐라(2009년)
- 블러드 오브 더 루저스(2008년)
- 눈물의 마녀(2007년)
- 조용한 마을(2000년)
- 모세(1995년)
- 마리오와 마법사(1994년)
- 레드 이글(1994년)
- 베를린 마담 39(1993년)
- 최후의 살인 청부(1992년)
- 카사노바(1992년)
- 특급 공작(1990년)
- 니키타(1990년)
- 겨울 54(1989년)
- 두 연인(1988년)
- 몬테카를로(영어판)(1987년)
- 남과 여 20년 후 (1986, Un homme et une femme : Vingt ans déjà)
- 장군 가리발디(1986년)
- 주크 박스(1985년)
- 베를린 어페어(1985년)
- 방랑의 천사(1977년)
- 선과 악을 넘어서(1977년)
- 비엔나 호텔의 야간 배달부(1974년)
- 5인의 프로페셔날(1973년)
- 마드리드의 악몽(1972년)
- 로마 베네(1971년)
- 하우, 웬 앤 위드 훔(1969년)
- 애인 관계(1968년)
- 야성의 눈(1967년)
- 양키(1966년)
- 썸머 프렌지(1964년)
- 결혼한 여자(1964년)
- 산적을 위한 탄식(1964년)
- 결혼한 여자(1964년)
- 라이온스 솔레일(1961년)
- 구멍(1960년)